# Štava
Štava (em cirílico: Штава) é uma vila da Sérvia localizada no município de Kuršumlija, pertencente ao distrito de Toplica, na região de Toplica. A sua população era de 90 habitantes segundo o censo de 2011.

## Demografia
| 1948 | 1953 | 1961 | 1971 | 1981 | 1991 | 2002 | 2011 |
| ---- | ---- | ---- | ---- | ---- | ---- | ---- | ---- |
| 413  | 441  | 464  | 468  | 320  | 208  | 176  | 90   |